# Armodorum sulingi
 Armodorum sulingi  es una orquídea de hábito epifita, de la subtribu Aeridinae. 

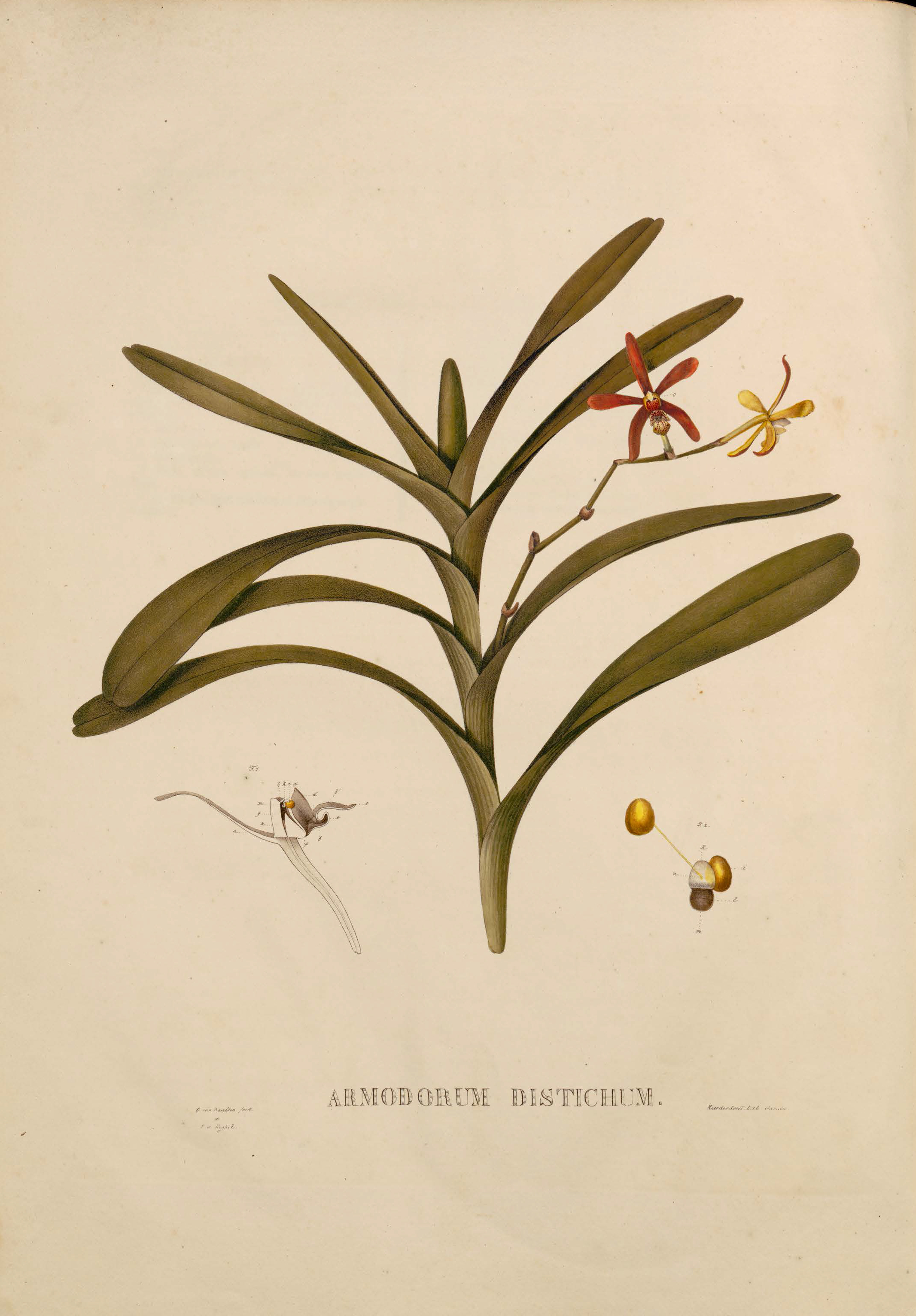
Ilustración

## Descripción
Es una orquídea de gran tamaño con hábitos de epifita y con un solo vástago alargado desde las raíces en la base por lo que  no pueden ser cortadas esperando a que surjan nuevas raíces. El tallo tiene 2 filas de hojas con forma de cinta, duras, rígidas de lóbulos obtusos, desigualmente bilobulados apicalmente, basalmente las hojas se unen. Florece en el invierno en varias inflorescencias, axilares, de 40 cm de largo, racemosa, con  brácteas florales obtusas y llevando flores carnosas, fragantes y  de larga duración.

## Distribución y  hábitat
Se encuentra en la Isla de Java, Islas menores de la Sonda y Sumatra en elevaciones de 500 a 800 metros.   

## Descripción
Este género se caracteriza por ser unas orquídeas de gran tamaño, monopodiales epífitas que se encuentran en las selvas húmedas. Vegetativamente se asemejan al género Arachnis en el labio medio lobulado y diferenciado.

## Taxonomía
Armodorum sulingi fue descrita por (Blume) Schltr. y publicado en Repertorium Specierum Novarum Regni Vegetabilis 10: 197. 1911.
Sinonimia
- Aerides sulingi Blume
- Arachnanthe sulingi (Blume) Benth.
- Arachnanthe sulingi (Blume) J.J. Sm.
- Arachnis sulingi (Blume) Rchb.f.
- Armodorum distichum Breda
- Renanthera sulingi (Blume) Lindl.
- Vanda sulingi (Blume) Blume[3]